# Manon Wallez
Pour les articles homonymes, voir Wallez.
Manon Wallez, née le 7 février 1996 en Belgique, est une joueuse belge de football.

## Biographie
Elle joue actuellement à l'Union St-Ghislain Tertre Hautrage. Elle a débuté au FCF Braine-Rebecq puis a été transférée au Standard de Liège où elle a joué deux saisons.

## Palmarès
- Championne de Belgique (1) : 2013
- Championne de Belgique de D2 (1) :  2013

### Bilan
- 2 titres